# Gunhilda noctua
Gunhilda noctua är en insektsart som beskrevs av William Lucas Distant 1918. Gunhilda noctua ingår i släktet Gunhilda och familjen dvärgstritar. Inga underarter finns listade i Catalogue of Life.